# Останнє безумство Клер Дарлінг
«Останнє безумство Клер Дарлінг» («La derière folie de Claire Darling») — французький кінофільм 2018 року, знятий режисером Джулі Бертучеллі, з Катрін Денев і К'ярою Мастроянні у головних ролях.

## Сюжет
Одного літа Клер Дарлін вирішує позбутися всього, що має. Вона влаштовує грандіозний розпродаж, розклавши на галявині перед будинком усі дорогі серцю предмети. Поки цікаві роззяви та сусіди б'ються за антикваріат, який можна вхопити дешево, кожен предмет викликає у власниці спогади про її драматичне та бурхливе минуле.

## У ролях
- Катрін Денев: Клер Дарлінг
- К'яра Мастроянні: Марі Дарлінг
- Аліса Тальйоні: молода Клер Дарлінг
- Самір Гесмі: Амір
- Лор Каламі: Мартін Леруа
- Олів'є Рабурден: Клод Дарлінг
- Йохан Лейсен: отець Жорж
- Ясін Гуїча: Рашид

## Знімальна група
- Режисер: Джулі Бертучеллі
- Сценарій: Жюлі Бертучеллі, Софі Фільєр
- Музика: Олів'є Даво
- Продюсери: Яель Фоґель, Лаетія Ґонзалес
- Фотографія: Ірина Любчанська
- Костюми: Наталі Рауль